# Лексин, Геннадий Васильевич
Геннадий Васильевич Лексин (1931—1991) — советский военный деятель и инженер, специалист в области отработки ракетного вооружения и организатор испытаний ракетно-космической техники, кандидат технических наук (1968), генерал-майор (1979). Лауреат Государственной премии СССР (1977).

## Биография
Родился 18 марта 1931 года в деревне Мокровка (ныне — в Турковском районе Саратовской области) в крестьянской семье. С 1933 по 1949 года вместе с семьёй проживал в Карагандинской области.
С 1949 по 1953 год обучался в Ленинградском институте инженеров железнодорожного транспорта, и в 1953 году был переведён для дальнейшего обучения на факультет реактивного вооружения Военной артиллерийской инженерной академии имени Ф. Э. Дзержинского, которую окончил с отличием в 1954 году получив специализацию инженер-механика.
С 1954 по 1982 год на научно-исследовательской работе в 4-м Государственном центральном полигоне Министерства обороны СССР (полигон Капустин Яр) в должностях: инженер и старший инженер баллистической лаборатории, старший и ведущий инженер-испытатель, заместитель начальника и начальник 3-го отдела, с 1970 по 1974 год — руководитель Второго опытно-испытательного управления. С 1974 по 1976 год — руководитель 1-го Научно-испытательного управления. С 1976 по 1982 год — заместитель начальника 4-го Государственного центрального полигона Министерства обороны СССР по научно-исследовательской работе. В 1977 году Постановлением ЦК КПСС и СМ СССР «За отработку, испытания и освоение серийного производства баллистической ракеты средней дальности РСД-10 „Пионер“» Г. В. Лексин был удостоен Государственной премии СССР. В 1979 году Постановлением СМ СССР ему было присвоено воинское звание генерал-майор.
С 1982 по 1989 год работал в 4-м НИИ Министерства обороны СССР в должности старшего научного сотрудника и заместителя начальника этого института. Г. В. Лексин являлся участником создания подвижных ракетных комплексов и оснащения войск РВСН СССР ракетными комплексами со стратегическими баллистическими ракетами средней и межконтинентальной дальности.
С 1989 года в запасе.
Скончался 24 октября 1991 года в селе Бужаниново Московской области, похоронен на Невзоровском кладбище.

## Награды и премии
- Орден Трудового Красного Знамени (1981)
- Орден Красной Звезды (1975)
- Государственная премия СССР (1977 — «За отработку, испытания и освоение серийного производства баллистической ракеты средней дальности РСД-10»)[1][2][3]